# Беатрице Мазини
Беатрице Мазини (Милано, 1. априла 1962) италијански је новинар, преводилац и писац.

## Биографија
Освојила је награду Пипи за Даме и младе даме - грчки Хор, награду Елса Моранте Момци за мач и срце - Жене Библије и nаграду Андерсена - свет детињства као најбољи аутор. Такође је позната по томе што је превела серију књига Хари Потер британског аутора Ј. К. Роулинг на италијански, коју је објавио издавач Салани.
Након оставке Елизабете Скварби, у јесен 2015. године постаје директор издавачке куће Рузо.

## Радови
- La cena del cuore. Tredici parole per Emily Dickinson RueBallu Edizioni - 2015
- Tentativi di botanica degli affetti (Bompiani - 2013)
- Solo con un cane, Fanucci Editore, collana Tweens. 2011.  978-88-347-1786-8.
- Che rivoluzione Da Gutenberg all'ebook la storia dei libri a stampa (Carthusia - 2010)
- Che ballerina sei? Scarpette rosa (EL - 2010)
- Agata e gli specchi bugiardi (EL - 2010)
- La bambina con i piedi lunghi (EL - 2010)
- Il dono della figlia del re (EL - 2010)
- La bambina drago (EL - 2010)
- Il mondo di Zoe. Scarpette rosa (EL - 2010)
- Storie dell'uomo verde (Einaudi Ragazzi - 2010)
- Bambini nel bosco (Fanucci - 2010)
- Il mondo del balletto. Stelle sulle punte. Scarpette rosa (EL - 2010)
- Io e gli invisibili (Einaudi Ragazzi - 2010)
- Isabelita senza paura (EL - 2010)
- La bambina che sapeva tutti gli indovinelli (EL - 2010)
- Il mondo del balletto. L'abc della danza. Scarpette rosa (EL - 2009)
- Amici per sempre (Einaudi Ragazzi - 2009)
- Diario segreto di una ballerina. Scarpette rosa vol.94 (EL - 2009)
- Storie dopo le storie (inaudi Ragazzi - 2009)
- Fango su e fango giù (Salani - 2009)
- Che fata che sei (Einaudi Ragazzi - 2009)
- La spada e il cuore. Donne della Bibbia (Einaudi Ragazzi - 2009)
- Il libro dell'attesa (Arka - 2009)
- Un balletto per sognare. Scarpette rosa (EL - 2009)
- Gio Ponti Milano e i ragazzi. Guardare la città con occhi di angelo (Carthusia - 2009)
- Manuale di buone maniere per bambine e bambini (Rizzoli - 2009)
- Vita segreta delle mamme (Arka - 2008)
- Ballando un sogno. Scarpette rosa (EL - 2008)
- Ciro in cerca d'amore (Arka - 2008)
- Il mondo del balletto. I primi passi. Scarpette rosa (EL - 2008)
- Danza alla russa. Scarpette rosa (EL - 2008)
- Note di primavera. Scarpette rosa (EL - 2008)
- Un balletto indimenticabile. Scarpette rosa (EL - 2008)
- Olga in punta di piedi (Einaudi Ragazzi - 2008)
- Sono tossica di te (Fanucci - 2008)
- Ciao tu (Fabbri - 2007)
- Grandi novita all'Accademia. Scarpette rosa (Fabbri - 2007)
- Un papà racconta (Fabbri - 2007)
- Bibo nel paese degli specchi (Fabbri - 2007)
- Passo a due. Scarpette rosa (EL - 2007)
- Centouno buoni motivi per essere un bambino (Fabbri - 2007)
- Passi intrecciati. Scarpette rosa (EL - 2007)
- La danza dell'estate. Scarpette rosa (EL - 2007)
- Una sera prima della prima. L'opera Aida e la vita di un grande teatro raccontate ai ragazzi (Fabbri - 2007)
- Il mondo del balletto. Scarpette rosa (EL - 2007)
- Su il sipario. Scarpette rosa (EL - 2007)
- Diario segreto di una ballerina. Scarpette rosa (EL - 2007)
- La notte della cometa sbagliata (Einaudi Ragazzi - 2006)
- Il mondo del balletto. Scarpette rosa. Con gadget (EL - 2006)
- Chi danzerà con le stelle? Scarpette rosa (EL - 2006)
- La bambina di burro e altre storie di bambini strani (Einaudi Ragazzi - 2006)
- La scuola di Londra. Scarpette rosa (EL - 2006)
- Un tutù di troppo. Scarpette rosa (EL - 2006)
- Il casello della buonanotte (Einaudi Ragazzi - 2006)
- A passo di danza. Scarpette rosa (EL - 2005)
- Che caratterino. Scarpette rosa (EL - 2005)
- Amici vecchi e nuovi. Scarpette rosa (EL - 2005)
- Sulle punte. Scarpette rosa (EL - 2005)
- A pescare pensieri (Einaudi Ragazzi - 2005)
- L' estate gigante (Fabbri - 2005)
- Per amore delle parole. Vita e passioni di Virginia Woolf (EL - 2005)
- Una principessa piccola così ma... (Arka - 2005)
- Re Artu Ginevra e Lancillotto (Arka - 2005)
- La notte della cometa sbagliata. Una storia al giorno aspettando Natale (Einaudi Ragazzi - 2004)
- Signore e Signorine. Corale greca (Einaudi Ragazzi - 2004)
- Fili (Arka - 2004)
- Diario di una casa vuota (EL - 2004)
- Anna ritrova i suoi sogni (Carthusia - 2004)
- C'e un ippopotamo nel lettino (Arka - 2003)
- La casa con tante finestre (Carthusia - 2003)
- La superzucchina (EMP - 2003)
- Una sposa buffa buffissima bellissima (Arka - 2002)
- Buonanotte piccolo sonno (Fabbri - 2002)
- Una vicemamma per la principessa Martina (Carthusia - 2002)
- Se è una bambina (BUR Biblioteca Univ. Rizzoli - 2001)
- Casapelledoca (EMP - 2001)
- Nella tana del bambino (Arka - 2001)
- Giu la zip. La scuola e una guerra. Ti chiedono di essere perfetto. Ma un perfetto allievo e una persona perfetta? (Fabbri - 2000)
- Un giorno alla scuola materna (Fabbri - 2000)
- L' uomo della luna (Arka - 1999)
- Gli animali non erano colorati (EMP - 1998)
- Vado e non torno (EMP - 1998)
- La casa delle bambole non si tocca (Salani - 1998)
- Bimbo d'ombra (Arka - 1997)
- Vulca l'etrusco (De Agostini Ragazzi - 1998)
- Bricognomo (De Agostini Ragazzi - 1998)
- Quando piango (Fabbri - 1998)
- Quando rido (Fabbri - 1998)
- Un giorno da elefante (Fabbri - 1997)
- Un giorno da topo (Fabbri - 1997)
- Ercole e le 12 fatiche (Bompiani - 1997)
- Emma dell'ermellino (Arka - 1996)
- Chi el che a tema del varnarel? (Arka - 1996)
- Il mio primo libro delle forme (De Agostini Ragazzi - 1996)
- Il mio primo libro dell'alfabeto (De Agostini Ragazzi - 1996)
- Il mio primo libro dei numeri (De Agostini Ragazzi - 1996)
- Il mio primo libro dei colori (De Agostini Ragazzi - 1996)
- Un giorno da cane (Fabbri - 1996)
- Un giorno da maiale (Fabbri - 1996)
- Un giorno da papera (Fabbri - 1996)
- Un giorno da orso (Fabbri - 1996)
- La strada per... (De Agostini Scuola - 1991)
- Chi ha paura del varvarel? -
- A scuola con orso Bobo. Guida per l'insegnante. Per la Scuola elementare -
- A scuola con orso Bobo. Per la 2ª classe elementare -
- A scuola con orso Bobo. Per la 1ª classe elementare -
- Gli animali non erano colorati. Per la Scuola elementare -
- L' afano nello zaino -
- Un giorno da pecora -
- Centouno motivi. Con t-shirt -
- Un giorno da coniglio -